# Obersaxen

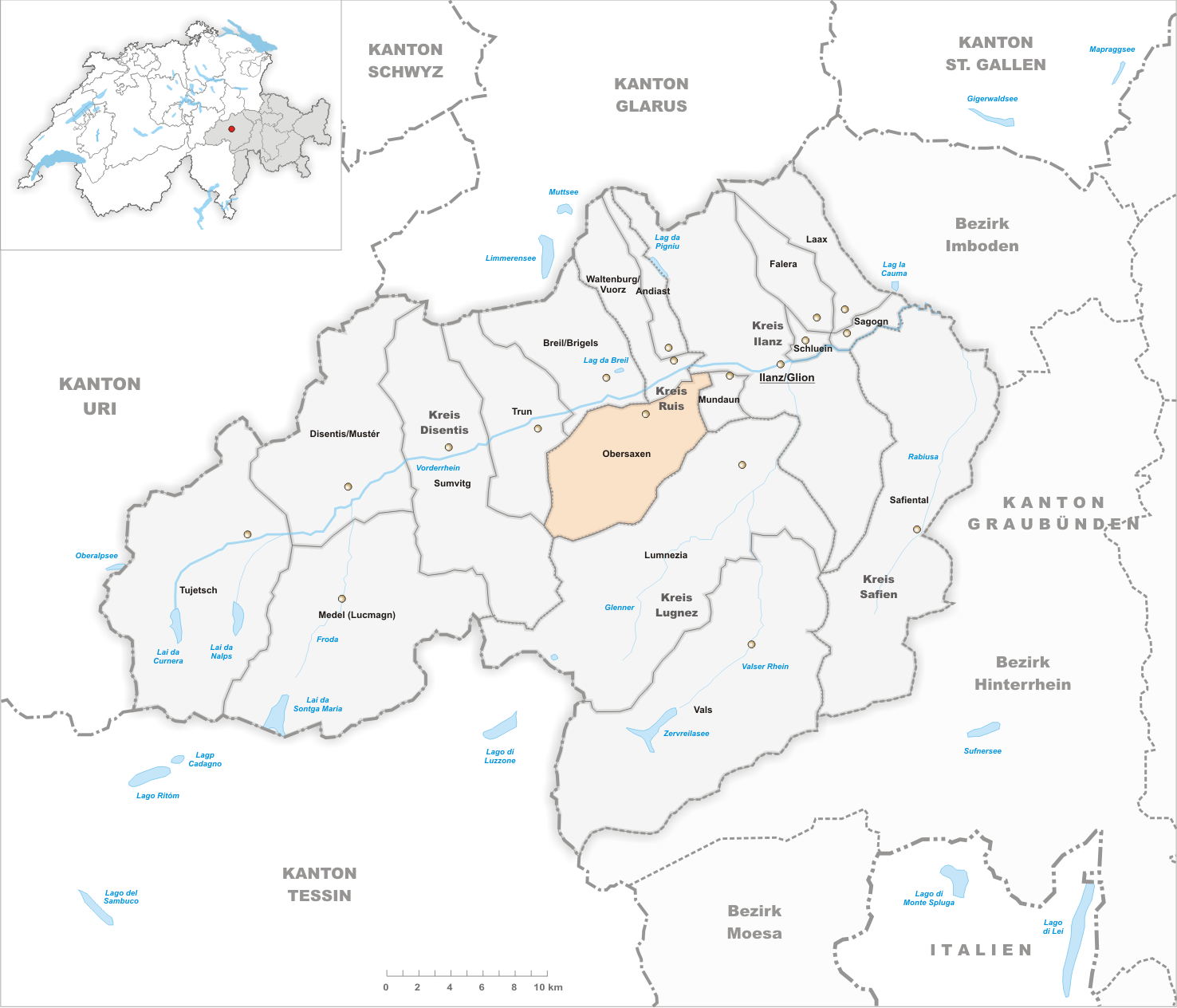
Gemeindestand vor der Fusion am 1. Januar 2016

Obersaxen (rätoromanisch Sursaissaⓘ) ist eine Streusiedlung in der Gemeinde Obersaxen Mundaun, Kanton Graubünden. Bis Ende 2015 war sie eine eigenständige politische Gemeinde.

## Geographie

Luftbild von Werner Friedli von 1970

Die ehemalige Gemeinde, eine walserdeutsche Sprachinsel (Obersaxerdeutsch) im ansonsten rätoromanischen Sprachgebiet, liegt auf der rechten Talseite des jungen Rheins an der Nordflanke des Piz Mundaun in der mittleren Surselva. Den auf der rechten Talseite gelegenen Weiler Cathomen (walserisch: Tomahüss) trat Breil/Brigels 2003 an Obersaxen ab.
Die besiedelte, zwischen 1000 m (Axenstein) und 1430 m (Miraniga) liegende Terrasse erstreckt sich über eine Länge von ca. 14 km.
Die verstreute Bebauung bestehend aus 28 in fünf sogenannten Pirten zusammengefassten Siedlungen ist typisch für eine Walsersiedlung. Der höchste Berg von Obersaxen ist das Schwarzhorn mit 2890 m ü. M.; bekannter jedoch ist der Piz Val Gronda mit einer Höhe von 2820 m ü. M.
Die Walsersiedlung umfasst zehn Fraktionen: Platenga, Affeier, Egga, Misanenga, Miraniga, Meierhof (Sitz der Verwaltung), Giraniga, St. Joseph, Tschappina und St. Martin.
Auf dem Gebiet von Obersaxen stehen die Ruinen der Burgen Moregg, Schwarzenstein, Saxenstein und Heidenberg.

## Geschichte
Der Ort wurde 956 als Supersaxa und um 1227 de Ubersahse erstmals erwähnt. Auf der Alp Gren wurden ein Bronzehelm und eine Speerspitze aus dem 3. bis 1. Jahrhundert v. Chr. gefunden. Bischof Tello schenkte der Abtei Disentis 765 seinen Hof und Alpen in Obersaxen. Ab 806 gehörten diese jedoch wieder zum Reichsgut und wurden von König Otto I. 956 mit der Kirche dem Bistum geschenkt. Ab Ende des 12. Jahrhunderts wanderten Walser über den Oberalppass in Obersaxen ein. Acht Siedlungen sind erloschen, unter anderem Alpettli auf 1900 m ü. M. Die Freiherren von Rhäzüns, ab 1170 bischöfliche Lehensträger, gliederten Obersaxen im 14. Jahrhundert ihrer Herrschaft ein. 1375 wird ein erster Ammann bezeugt. 1459 kam Obersaxen an die Grafen von Zollern und siegelte 1471 als Gerichtsgemeinde. Der Ammann wurde aus einem Dreiervorschlag des Volks gewählt, die Pirten stellten je drei Richter im (niederen) Zwölfergericht. Im Oberen Bund besass Obersaxen eine Stimme und bildete mit Waltensburg und Laax ein Hochgericht. Nach 1473 gelangte der Ort an die Herren von Marmels und weitere Geschlechter, bevor es 1497 dem habsburgischen Rhäzüns eingegliedert wurde. 1819 erfolgte der Auskauf der letzten Feudalrechte. Obersaxen gehörte bis 2000 zum Kreis Rueun im Bezirk Glenner bzw. 2001 bis 2015 im Bezirk Surselva.
Die Kirche St. Peter (seit 1500 Peter und Paul) in Meierhof wird um 840 als königliche Eigenkirche erwähnt. Die Kollatur lag beim jeweiligen Inhaber der Feudalrechte, unter anderen 1497 bis 1819 bei den Rhäzünsern, danach bei der Gemeinde selbst. Die Filialkirche St. Martin, die 1500 umgebaut wurde, diente der inneren Pirt. In Obersaxen wurde bei Affeier vom 15. Jahrhundert bis 1813 Fahlerz abgebaut, im Platenger Tobel 1818 bis 1826 Eisen. 1890 bis 1895 erfolgte der Bau der Kantonsstrasse nach llanz, 1913/1914 jener der Strasse nach Tavanasa. Die Gesamtmelioration wurde 1960 bis 1974 durchgeführt. Nach dem Bau eines ersten Skilifts 1952 entwickelte sich Obersaxen nach 1970 rasant zu einem Wintersportzentrum. 2000 war ein Fünftel der Beschäftigten im ersten Sektor tätig.

## Wappen
| Wappen von Obersaxen | Blasonierung: «Gespalten, vorn in rot ein pfahlweise gestellter goldener (gelber) Schlüssel, hinten in blau zwei silberne (weisse) Balken»                                                                                           |
| Wappen von Obersaxen | Das Wappen der Freiherren von Rhäzüns, die durch die Ansiedlung der Walser Rechte in Obersaxen erhielten, wird ergänzt durch den Schlüssel, das Symbol des Apostels Petrus, der im Siegel aus dem 14. Jahrhundert dargestellt wurde. |

## Bevölkerung
| Bevölkerungsentwicklung | Bevölkerungsentwicklung | Bevölkerungsentwicklung | Bevölkerungsentwicklung | Bevölkerungsentwicklung | Bevölkerungsentwicklung | Bevölkerungsentwicklung |
| ----------------------- | ----------------------- | ----------------------- | ----------------------- | ----------------------- | ----------------------- | ----------------------- |
| Jahr                    | 1850                    | 1900                    | 1910                    | 1950                    | 2000                    | 2014                    |
| Einwohner               | 831                     | 652                     | 636                     | 705                     | 779                     | 838                     |

## Sprache

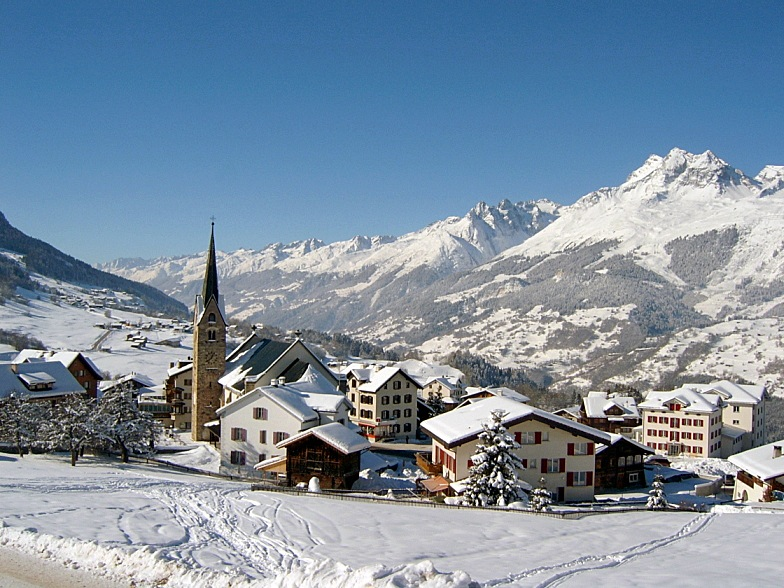
Meierhof Dorf

Der höchstalemannische Walserdialekt wurde mehrfach dokumentiert, unter anderem in:
- Leo Brun: Die Mundart von Obersaxen im Kanton Graubünden. Lautlehre und Flexion. Huber, Frauenfeld 1918 (Beiträge zur Schweizerdeutschen Grammatik XI).
- Maria Ettlin-Janka: Inschi Sprààch, ds Obersàxar Titsch. Obersaxer Wörtersammlung. Hrsg. von Pro Supersaxa – Obersaxen, Stans 1995.

## Wirtschaft

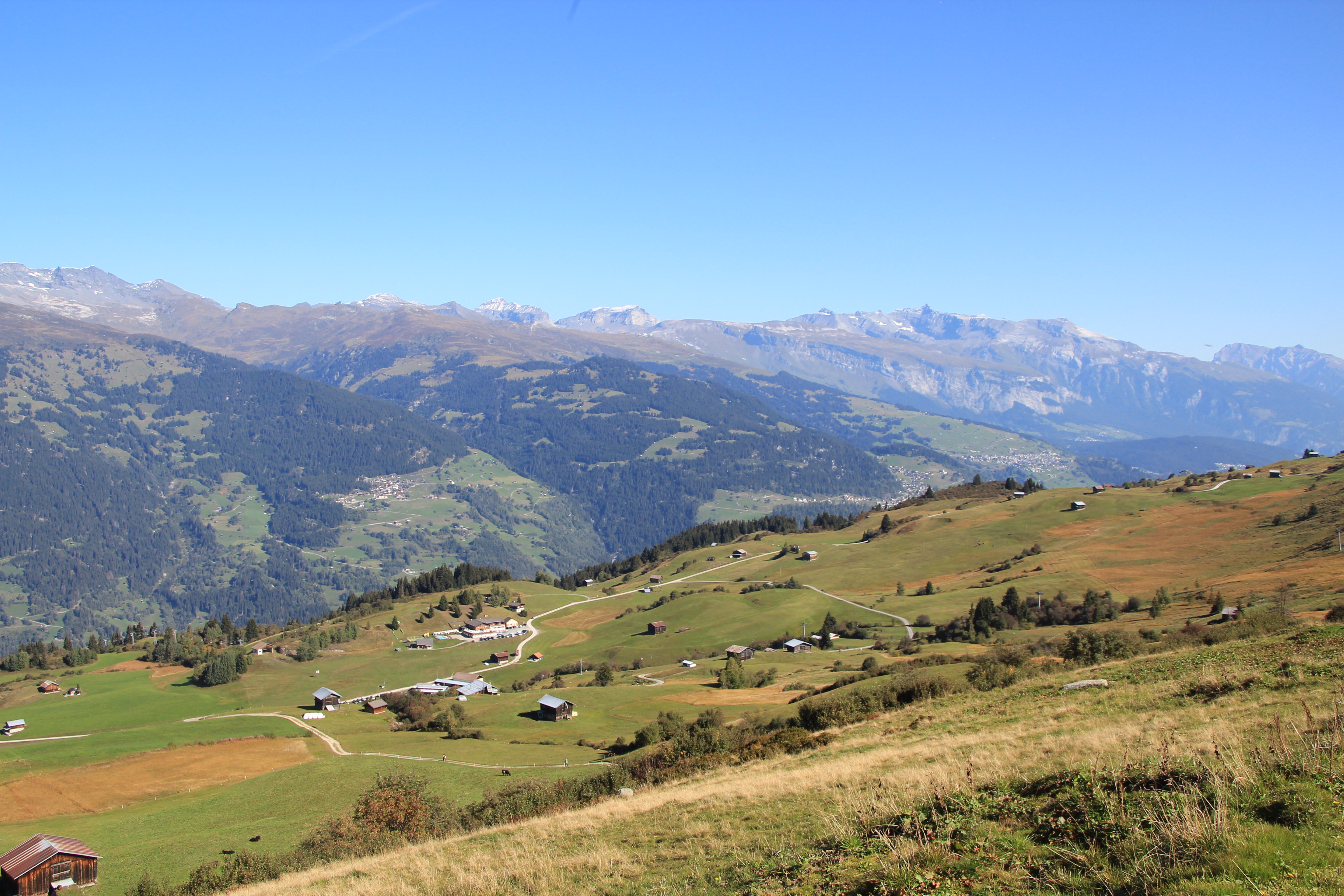
Cuolm Sura

Aus der früheren bäuerlichen Gemeinde ist eine Tourismusgemeinde gewachsen. Verschiedene Hotels und Pensionen, ca. 1400 Ferienwohnungen und verschiedene Ferienlager stehen den Feriengästen zur Verfügung. Durch die Bergbahnen Obersaxen Mundaun ist das Ski- und Wandergebiet am Piz Mundaun gut erschlossen.
Die Landwirtschaft spielt in der Gemeinde aber auch heute noch eine grosse Rolle.

## Verkehr

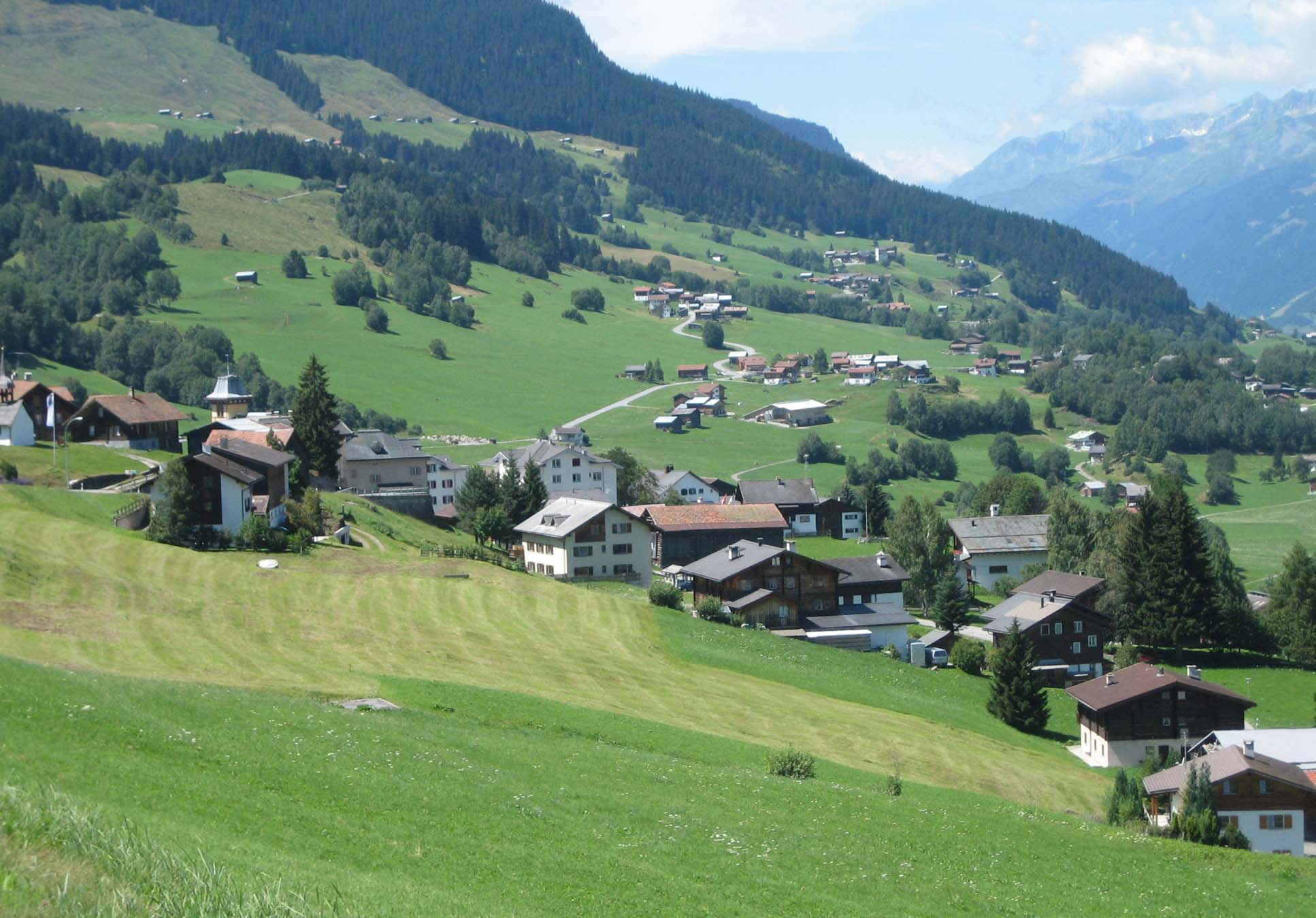
Obersaxen westwärts

Die Ortschaft ist mit der Postautolinie 451 mit dem Bahnhof Ilanz der Rhätischen Bahn verbunden. Der Bus bedient auch die Talstationen Valata (Lift auf den Piz Mundaun) und Meierhof (Lift auf den Stein).

## Sehenswürdigkeiten
- Neuromanische Pfarrkirche in Meierhof (1905) mit romanischem Turm[3]
- Katholische Filialkirche in St. Martin[4]
- Weitere zwölf Kapellen, darunter Kapelle St. Georg (Anfang 17. Jahrhundert) in Meierhof mit spätgotischem Flügelaltar aus der Strigelwerkstatt (1489) und Kapelle St. Sebastian (1668) in Miraniga mit Wandmalereien von Johann Jakob Riegg um 1700

## Persönlichkeiten
- Johann Peter Mirer (1778–1862), Bischof von St. Gallen
- Johann Martin Henni (1805–1881), erster Erzbischof von Milwaukee, Vereinigte Staaten
- Carlo Janka (* 1986), Skirennfahrer, Olympiasieger

2010 stellte Obersaxen im alpinen Skisport mit Carlo Janka den Weltcup- und mit Christian Spescha den Europacup-Gesamtsieger.